# La ferme des sept péchés
La ferme des sept péchés (La ferme des sept péchés) è un film del 1949 diretto da Jean-Devaivre. Il film vinse il Pardo d'Oro al Festival di Locarno.

## Riconoscimenti
- 1949 - Festival del cinema di Locarno
  - Gran Premio